# R143
R143형 전동차는 뉴욕 지하철 B 디비전을 위해 가와사키 중공업에서 제작한 신형(뉴 테크놀러지 트레인) 통근형 전동차이다. 2001년에서 2003년 사이에 인도된 차량은 BMT 캐나시선의 신호 시스템이 자동화되면서 L 계통 열차에서 운행하던 R40/A와 R42를 대체했다.
R143은 NTT 시리즈의 첫 번째 B 디비전 납품이며, 1969년 이래 뉴욕 지하철용으로 제작된 최초의 60피트 (18.29 m) B 디비전 차량이다. 총 212대가 제작되었으며, 모두 4량 편성으로 편성되었다. 2001년 말에 처음 인도되었으며, 2001년 12월 4일에 30일간의 영업 운행 시운전으로 들어갔고, 2002년 2월 12일에 공식적으로 캐나시선에 취역했다. 2003년 3월까지 모든 차량이 인도되었다.

## 특징
R143의 차량번호는 8101-8312호이다. 212대의 차량은 수년 동안 충분한 운행을 할 것으로 기대되었지만, 2006년 중반까지 윌리엄스버그 인근 지역의 빠른 성장으로 L이 초과되었다.
R143은 1969년 R42 이후 뉴욕 지하철에서 제조된 최초의 60 피트(18.29 m) B 디비전 차량이며, B 디비전의 최초의 NTT 모델이자 뉴욕 지하철 최초의 자동화 차량이다. 현재 이스트 뉴욕 차량사업소에 배속되어 있다. R143은 약간 최신 R160 및 R179와 약간 유사하지만 세 가지 유형의 차량은 상호 운용이 불가능하다.
R142, R142A, R188과 마찬가지로, R143은 LED 전자노선도를 특징으로 하며, L 계통의 모든 정류장을 표시한다. 2020년 기준, R143은 L 및 J/Z 노선의 모든 정류장을 보여주는 전자노선도로 개조되고 있다. 이러한 신규 설치는 동일한 63 라이트 콘솔을 사용하여 두 개의 개별 노선도를 나란히 사용하여 L 및 J/Z 노선을 표시한다.
나머지 NTT 차량과는 달리 R143에는 통상적으로 위치하는 MTA Arts for Transit 교통카드를 대신하는 내부 LED 스크린이 장착되어 있다. 이러한 화면에는 광고, 공공 안전 공지 및 기타 정보를 표시할 수 있다. 여러 R160도 마찬가지로 배송후 LCD 화면이 장착되었다. R160의 LCD 화면은 빨간색, 주황색, 녹색 외에 여러 색상을 표시하는 기능이 있다.

### 통신 기반 열차 제어
교통국은 가와사키제 R143 지하철 차량 212대가 향후 수년간 승객 수요를 수용하기에 충분할 것으로 예상했지만, 승객 수는 예상보다 더 많이 증가했다. 이에 따라 알스톰제 신형 R160A 차량 68대는 CBTC를 장착해 L선에서 운행할 수 있게 되었다.

## 역사

### 계약 일정
R143의 계약은 1998년 1월에 입찰에 부쳐졌다. 초기 계약에는 60피트 5량 편성 차량 100대를 요구했다. 신형 차량은 자동 PA 알림, 고효율 조명, 비상 인터폰 및 고객 경보, AC 추진 모터, 속도계 및 이벤트 기록기, 전자 정보 표시 표지판, 아트워크, 중앙 진단 모니터링 시스템, 마이크로프로세서 제어 공기 압축기, 제동 및 통신 시스템, 루프 장착 마이크로프로세서 제어 HVAC, 그리고 ADA 요구 사항 준수를 갖추게 된다.
가와사키 중공업 차량회사는 1998년 12월 말에 B 디비전 신차 100대를 위한 1억 9천만 달러의 계약을 체결했고, 112대를 추가로 구입할 수도 있었다. 새로운 디자인은 가와사키가 제조한 A 디비전의 R142A를 기반으로 하여, R110A 및 R110B 프로토타입의 많은 기능을 통합했다.
이 차량은 한 대당 평균 150만 달러의 비용으로 제작되었다.

### 배송
차량 배송은 2001년 말에 시작되었다. 2001년 12월 4일부터 30일간 8량 편성(8101–8108호)의 열차 한 대에 대한 수익 승인 시운전이 시작되었다. 가와사키에 따르면, 이 시운전은 "매우 성공적"이었다고 한다. 2002년 2월 12일부터 캐나시선(L 열차)에서 운행하기 시작했다. 2003년 3월까지 212대의 차량이 모두 배송되었다.
R143은 캐나시선에서 구형 차량을 대체하는 것과 함께 BMT 미를 애비뉴선의 주말 M 셔틀 운행에서 R42를 대체하였는데, 이 때 이 노선은 주말 1인 열차 운행(OPTO)에 배치된 최초의 BMT 동부 디비전 노선이 되었다. M의 R143은 나중에 2008년 2월에 R160A로 대체되었다. OPTO 운행도 L에서 2005년 중반에 시운전을 하였으나 안전 문제로 종료되었다.

### 배송 이후

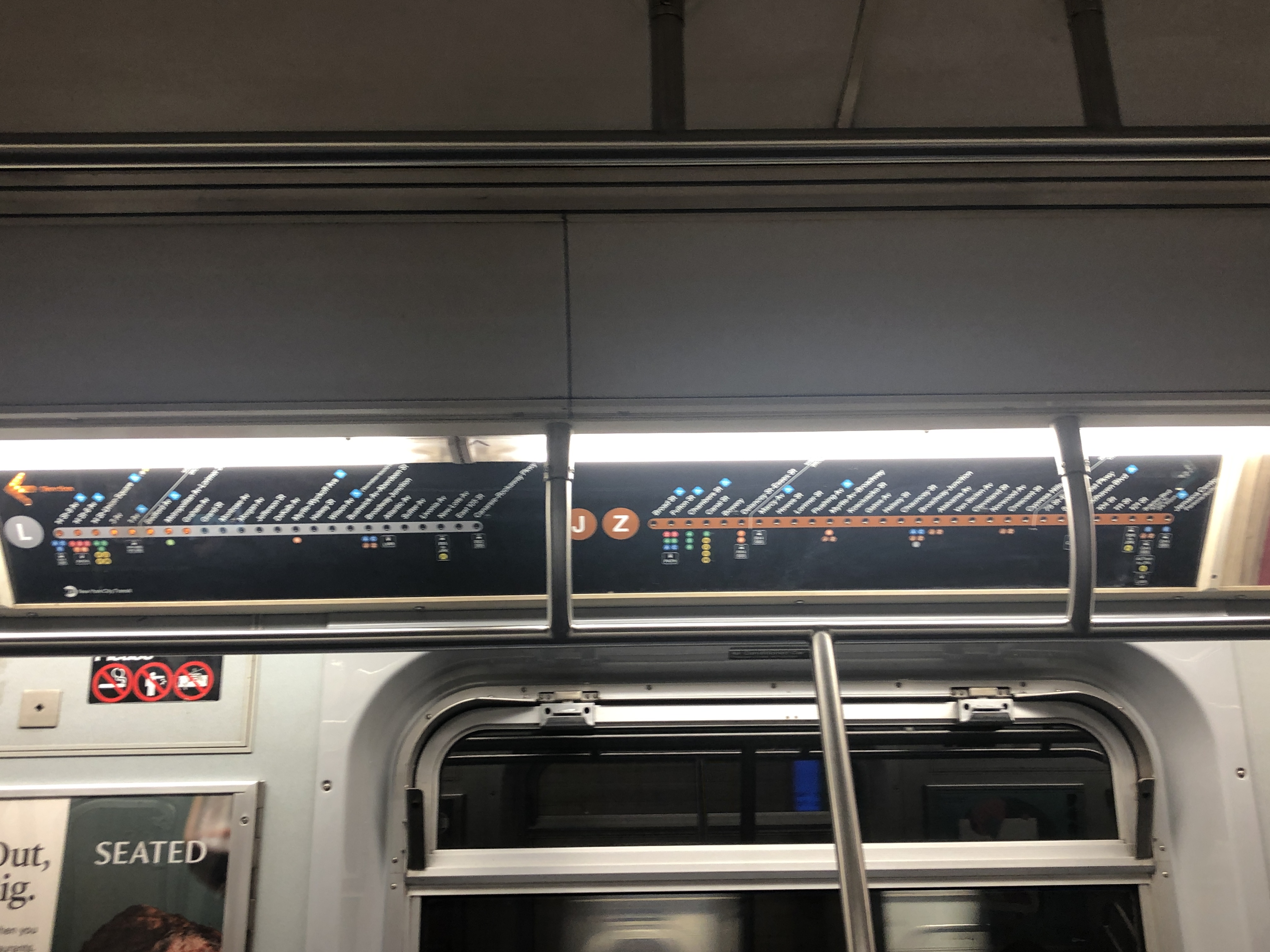
L 및 J/Z 간에 공유되는 R143 전자 행선표시기

8205-8212 차량은 R160B형 8843-9102호의 견인 전동기를 시험하기 위해 실험적인 지멘스 견인 전동기와 함께 제공되었다. 이 차량들은 결국 다른 모든 R143에서 볼 수 있는 봄바디어 MITRAC 견인 전동기로 재장착되었다.
2006년 6월 21일, 8량 R143 열차의 기관사가 발작을 일으킨 후 캐나시 차량사업소에서 선로 끝에 있는 범퍼에 추돌했다. 첫 번째 차량인 8277은 상당한 손상을 입었고 손상된 부분이 제거된 후 수리를 받기 위해 융커스에 있는 가와사키 공장으로 보내졌다. 나머지 차량(8278~8280호)은 차체 손상이 경미하여 207번가 차량사업소로 옮겨져 수리되었다. 결국, 8277호는 뉴욕시 교통국의 소유지로 되돌려 보내져 수리되었다. 2016년 8277호 차량은 최종적으로 8278-8280호 차량으로 재편성되었지만, 이 차량은 운행하기 위해 부품 개조가 필요했다. 2017년 12월 다시 운행에 들어갔다.
2017년, R143은 향후의 R211T 주문을 평가하기 위한 데이터를 수집하기 위해 기존의 60피트 길이의 차량에서 곡선 반경과 통로 굴곡을 시험하기 위한 측정 게이지를 장착했다.
2020년 9월, 원래 L선의 정차역만 묘사했던 이 차량들의 내부 전자 행선표시기는 J/Z/L선의 정차역을 포함하는 복합 전자 행선표시기로 대체되었다.
이는 2016년과 2018년 사이에 2/5선의 R142 행선표시기와 유사한 변환에 따른 것이다.

### 내용주
1. ↑  See also:
  - MTA T Train (2017년 12월 15일), 《MTA NYC Subway J train leaving Van Siclen Ave》, 2017년 12월 16일에 확인함
2. ↑  See also:
  - Trains, DJH, “R211 Measurement Test Train Action (R143 Consist)”, 《YouTube》, 2020년 9월 4일에 확인함

### 참조주
1. ↑  Korman, Joe (2017년 12월 4일). “BMT-IND Car Assignments”. JoeKorNer.
2. ↑  Korman, Joe (2016년 11월 6일). “New York Subway Barn Assignments”. JoeKorNer.
3. ↑  New York Daily News, Oh, L, not enuf trains! 보관됨 2014-03-24 - 웨이백 머신, July 7, 2006
4. ↑  Chan, Sewell (2005년 11월 30일). “New Subway Cars Promise All Kinds of Information”. 《The New York Times》. 2007년 10월 27일에 확인함.
5. ↑  “Showing Image 3648”. 《www.nycsubway.org》. 2018년 4월 25일에 확인함.
6. ↑  “R34143 PURCHASE 100 CARS DIVISION 'B' OVER $10M”. 《www.mta.nyc.ny.us》. New York City Transit. January 27, 1998. January 27, 1998에 원본 문서에서 보존된 문서. September 18, 2016에 확인함.
7. ↑  “Metro Business; Subway Job to Kawasaki”. 《The New York Times》. 1998년 12월 30일.
8. 1 2  Kawasaki, New York City Transit R143 Subway Cars 보관됨 4월 27, 2007 - 웨이백 머신, accessed April 14, 2007
9. ↑  “www.nycsubway.org”.
10. ↑  “First run of the R143s”. 《New York Division Bulletin》 (Electric Railroaders' Association). January 2002.
11. ↑  Kennedy, Randy (2002년 7월 31일). “1,700 Subway Cars to Be Built Under Largest Such Contract in New York History”. 《The New York Times》. B3면.
12. ↑  “Kawasaki completes NYCT R143 order. (Market).(New York City Transit)(subway cars contract)”. 《Railway Age》 (HighBeam Research). 2003년 3월 1일. 2016년 2월 20일에 원본 문서에서 보존된 문서.
13. ↑  On L Train, Drivers Perform Solo, Without Conductors, June 20, 2005, page B3
14. ↑  Conductors Are Returning to the Subway's L Line
15. ↑  Samsone, Gene (2004년 10월 25일). 《New York Subways: An Illustrated History of New York City's Transit Cars》. Baltimore, MD: JHU Press. 282쪽. ISBN 0801879221.
16. ↑  “New York City Subway Car Update” (PDF). 《The Bulletin》 (Electric Railroaders' Association) (April 2016). 2016년 3월 30일. 2016년 3월 30일에 확인함.
17. ↑  “JamaicaZ160”. 《www.facebook.com》. 2020년 9월 26일에 확인함.